# Regierung Scavenius
Die Regierung Scavenius (dän. regeringen Scavenius) unter Ministerpräsident Erik Scavenius war vom 9. November 1942 bis zum 29. August 1943 die dänische Regierung. Offiziell blieb sie bis zum 5. Mai 1945 im Amt, tatsächlich regierte jedoch ab dem 29. August 1943 der Departementschef. Es war die vierte Regierung unter deutscher Besatzung, wenn man vom letzten Tag der Regierung Stauning IV absieht.
Die Regierung war die 41. Regierung seit der Märzrevolution. Fast alle Minister aus der vorangegangenen Regierung in ihrer letzten Besetzung behielten ihr Amt. Der Ministerpräsident selbst war früher Mitglied der radikalen Venstre, jedoch bereits seit längerer Zeit parteilos.

## Kabinettsliste
| Ressort                                                | Name                     | Partei                      | Lebensdaten |
| ------------------------------------------------------ | ------------------------ | --------------------------- | ----------- |
| Ministerpräsident und Äußeres                          | Erik Scavenius           | parteilos                   | 1877–1962   |
| Finanzen                                               | K. H. Kofoed             | Socialdemokraterne          | 1879–1951   |
| Krieg und Marine (vereinigt als Verteidigungsminister) | Søren Brorsen            | Venstre                     | 1875–1961   |
| Kirche                                                 | Valdemar Holbøll         | parteilos                   | 1871–1954   |
| Bildung                                                | A.C. Højberg Christensen | parteilos                   | 1888–1972   |
| Justiz                                                 | E. Thune Jacobsen        | parteilos                   | 1880–1949   |
| Inneres                                                | Jørgen Jørgensen         | Det Radikale Venstre        | 1888–1974   |
| öffentliche Arbeiten                                   | Gunnar Larsen            | parteilos                   | 1902–1973   |
| Landwirtschaft und Fischerei                           | Kristen Bording          | Socialdemokraterne          | 1876–1967   |
| Industrie, Handel und Seefahrt                         | Halfdan Hendriksen       | Det Konservative Folkeparti | 1881–1961   |
| Soziales                                               | Laurtis Hansen           | Socialdemokraterne          | 1894–1965   |

## Quelle
- Statsministeriet: Regeringen Scavenius